# 懷尼哈 (夏威夷州)
懷尼哈（英語：Wainiha）是位於美國夏威夷州可愛縣的一個非建制地區。該地的面積和人口皆未知。

## 地理
懷尼哈的座標為22°12′39″N 159°32′35″W / 22.2108°N 159.543°W，而該地的平均海拔高度為6米（即20英尺）。